# 米山站 (中国)
米山站位于广东省化州市良光镇，是河茂铁路线上的一座四等站，于1959年投入使用。离河唇站27公里，距茂名站34公里，隶属中国铁路南宁局集团管辖。客运可办理旅客乘降，不含行李、包裹托运；货运可办理整车货物到发。